# 諾格拉德州
諾格拉德州（匈牙利語：Nógrád megye，匈牙利語發音：[ˈnoːɡraːd]）是匈牙利北部的一個州，北鄰斯洛伐克。面積2,545.48平方公里，人口195,923（2015年）。首府紹爾戈陶爾揚。

## 行政区划

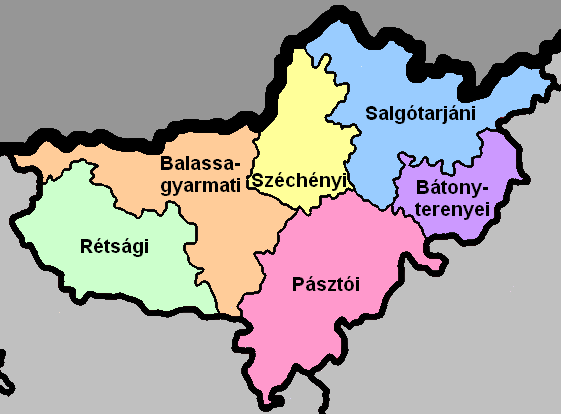
諾格拉德州的区份

### 区份
- 包洛绍焦尔毛特区
- 巴托尼泰赖涅区
- 帕斯托区
- 雷特沙格区
- 绍尔戈陶尔扬区
- 塞切尼区

### 市镇
下設一个州级市、5个城镇和125个村庄。
1. ↑  nepesseg.com, population data of Hungarian settlements
2. ↑  Regions and Cities > Regional Statistics > Regional Economy > Regional GDP per Capita, OECD.Stats. Accessed on 16 November 2018.